# كويين عليا
كويين عليا هي قرية في مقاطعة طالقان، إيران. يقدر عدد سكانها بـ 56 نسمة بحسب إحصاء 2016.